# Karl Rübel
Le titre de cet article comprend le caractère ü. Quand celui-ci n'est pas disponible ou n'est pas désirée, le nom de l'article peut être représenté comme Karl Ruebel .
Karl Rübel (16 août 1895 à Dortmund - 8 mars 1945 à Schivelbein en province de Poméranie) est un Generalleutnant allemand qui a servi au sein de la Heer dans la Wehrmacht pendant la Seconde Guerre mondiale.
Il a été récipiendaire de la Croix de chevalier de la Croix de fer. Cette décoration est attribuée pour récompenser un acte d'une extrême bravoure sur le champ de bataille ou un commandement militaire avec succès.

## Biographie
Karl Rübel est le fils de l'archiviste du même nom Karl Rübel (de) (1848-1916). Karl Rübel s'engage dans l'armée prussienne le 29 mars 1914 en tant que porte-drapeau. Le 24 décembre 1914, il est promu lieutenant dans le 56e régiment d'infanterie. 
Karl Rübel est tué le 8 mars 1945 près de Schivelbein en Poméranie.

## Décorations
- Croix de fer (1914)
  - 2e Classe
  - 1re Classe
- Insigne des blessés (1914)
  - en Noir
  - en Argent
- Croix de chevalier de l'Ordre royal de Hohenzollern avec glaives
- Croix d'honneur des combattants 1914-1918
- Agrafe de la Croix de fer (1939)
  - 2e Classe
  - 1re Classe
- Croix allemande en Or (21 octobre 1942)
- Croix de chevalier de la Croix de fer
  - Croix de chevalier le 13 janvier 1945 en tant que Generalleutnant et commandant de la 163. Infanterie-Division[1]